# 쿠르트 잘라문

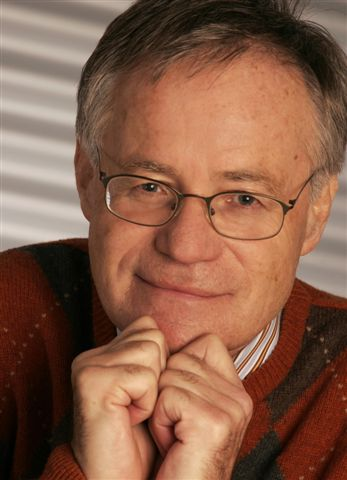

쿠르트 잘라문(Kurt Salamun, 1940년 7월 14일 ~ )은 오스트리아의 철학자이다.
현재 오스트리아의 그라츠대학교 철학과 교수로 재직하고 있다. 잘라문 교수는 오스트리아 카를 야스퍼스학회의 회장이기도 하다.

## 생애
쿠르트 잘라문은 1940년 오스트리아의 레오벤(Leoben)에서 태어났고, 그라츠대학교에서 철학·심리학·독문학·영문학을 연구했다. 1963년에 그라츠대학교 철학과 연구 조교로 일했고, 1965년에 ＜카를 야스퍼스의 사귐에서의 본래적 자기존재＞라는 논문으로 철학 박사 학위를 받았다. 1973년에 철학 교수 자격시험에 합격했고, 1975년에는 그라츠대학교 철학과 교수로 부임해 2006년 12월까지 재직했다. 2007년 3월 정년퇴임해 지금은 그라츠대학교의 철학과 명예교수로서 계속 강의하고 있다.
쿠르트 잘라문은 1987년에 ‘오스트리아 카를 야스퍼스 학회’를 창립해 지금까지 회장을 맡아 오면서 야스퍼스학회의 학회지를 1988년 창간호로부터 2010년 6월 현재 제13집까지 편집·발간하는 학구적 열정을 보여 주고 있다.
그의 저서 가운데 중요한 것은 다음과 같다. ≪이데올로기−편견의 지배≫(1972, 공저), ≪이데올로기ᐨ과학ᐨ정치, 사회철학 연구≫(1975), ≪계몽으로서의 사회철학≫(1979, 편저), ≪철학이란 무엇인가≫(1980, UTB 1000). ≪카를 야스퍼스, 그의 사유의 현실성≫(1991, 편저). 이외에도 그는 정치 및 세계관 분석의 철학, 철학사, 사회철학, 철학적 인간학, 지식론 등 다방면에 걸친 연구 논문들을 썼다.